# Valentina Troka
Valentina Troka (* 15. November 2002 in Fier) ist eine albanische Fußballspielerin.

## Karriere

### Verein
Troka begann ihre Karriere in der Saison 2020/21 bei Tirana AS, wo sie in 20 Spielen 28 Tore erzielte. Anschließend wechselte sie zu KFF Apolonia Fier. In der Saison 2022/23 schoss sie 66 Tore. Im September 2024 wechselte sie in die Türkei zu Trabzonspor.

### Nationalmannschaft
Troka gab ihr Debüt für die albanische Nationalmannschaft am 9. April 2021 als Einwechselspielerin gegen Bosnien und Herzegowina. Am 7. April 2023 erzielte sie ihre ersten beiden Länderspieltore in einem Freundschaftsspiel gegen Nordmazedonien.